# Љуис Доменек и Мунтанер
Љуис Доменек и Мунтанер (кат. Lluís Domènech i Montaner), рођен 21. децембра 1850. године у Барселони, а умро 27. децембра 1923. године, такође у Барселони. Био је каталонски архитекта и уз Антонија Гаудија, типичан представник каталонског модернизма, каталонске верзије сецесије. Међу његовим маестралним делима се налазе Болница Сант Пау (кат. Hospital de Sant Pau) и Палата каталонске музике (кат. Palau de la Música Catalana) које су колективно биле проглашене светском баштином 1997. године.

## Биографија
Рођен у Барселони, испрва је студирао физику и природне науке, али је убрзо прешао на архитектуру. Био је регистровани архитекта у Барселони од 1873. године. Такође је био професор и директор Архитектонске школе (кат. Escola d'Arquitectura) у Барселони. Написао је многобројне чланке и књиге о архитектури.
Као 45-годишњи професор и плодни писац о архитектури, Доменек и Мунтанер је одиграо важну улогу у дефинисању каталонског модернизма у архитектури, који је постао светски познат углавном захваљујући делима Антонија Гаудија. Чланком "У потрази за националном архитектуром" (кат. En busca d'una arquitectura nacional) објављеним у часопису Ла Рејнашенса (кат. La Renaixença), Доменек и Мунтанер је осликао начин на који су архитекте тог времена тражиле пут за изградњу грађевина којим би рефлектовале каталонско биће и карактер.
Његове грађевине представљају мешавину рационализма и богатих орнаменталних украса инспирисаних шпанско-арапском архитектуром, следећи таласасту линију типичну за француски Арт Нуво. При изградњи ресторана Ел кастељ делс трес драгонс (кат. El castell dels 3 dragons) који је сада Зоолошки музеј (изграђен за Светску изложбу 1888), Доменек и Мунтанер је применио веома напредна решења као што су видљива гвоздена структура и керамика.
Касније је тај стил развио и усавршио на осталим грађевинама, као што су Палата каталонске музике (1908), где је обилато користио мозаик, керамику и бојено стакло, или Болница Сант Пау или Институт Переа Мате (кат. Institut Pere Mata) у Реусу.
Љуис Доменек и Мунтанер је био и политички активан. Припадао је покрету који је заступао каталонску аутономију. Био је један од чланова комисије која је саставила списак захтева за аутономију Каталоније. Године 1903. дефинитивно је напустио политику и потпуно се посветио архитектури.

## Грађевине Љуиса Доменека и Мунтанера
- Болница Сант Пау (Барселона)
Светска баштина Унеска
- Палата каталонске музике (Барселона)
Светска баштина Унеска
- Каса Фустер (Барселона)
- Каса Ламарид (Барселона)
- Каса Љео Морера (Барселона)
- Каса Томас (Барселона)
- Зоолошки музеј (Барселона)
- Издавачка кућа Мунтанер и Симон (Барселона)
- Палата Рамон Мунтанер (Барселона)
- Фондација Антонија Тапија (Барселона)
- Атенеу Обрер (Канет де Мар, Каталонија)
- Кастељ де Санта Флорентина (Канет де Мар, Каталонија)
- Каса Роуре (Ка ла Бианга) (Канет де Мар, Каталонија)
- Ресторан Мизерикордија (Канет де Мар, Каталонија)
- Каса Сола Моралес (Олот, Каталонија)
- Каса Гасуљ (Реус, Тарагона)
- Каса Навас (Реус, Тарагона)
- Каса Руљ (Реус, Тарагона)
- Институт Переа Мате (Реус, Тарагона)
- Гробље Комиљас (Кантабрија)
- Фуенте де лос трес кањос (Комиљас, Кантабрија)
- Папски универзитет (Комиљас, Кантабрија)